# 11e cérémonie des César
La 11e cérémonie des César du cinéma - dite aussi Nuit des César - récompensant les films sortis en 1985, s'est déroulée le 22 février 1986 au Palais des congrès de Paris.
Elle fut présidée par Madeleine Renaud et Jean-Louis Barrault et retransmise sur Antenne 2.

## Présentateurs et intervenants
- Jean-Louis Barrault, Madeleine Renaud, présidents de la cérémonie
- Michel Drucker, maître de cérémonie
- Kathleen Turner et Michael Douglas, pour la remise du César du meilleur acteur
- Carole Bouquet et Serge Gainsbourg, pour la remise du César de la meilleure actrice
- Jean-Claude Brialy, Laure Marsac, pour la remise du César du meilleur espoir féminin
- Brigitte Fossey, Dany Kaye, pour la remise du César du meilleur montage

## Palmarès

### César du meilleur film
- Trois Hommes et un couffin de Coline Serreau
  - L'Effrontée de Claude Miller
  - Péril en la demeure de Michel Deville
  - Sans toit ni loi d'Agnès Varda
  - Subway de Luc Besson

### César du meilleur film étranger
- La Rose pourpre du Caire de Woody Allen
  - L'Année du dragon de Michael Cimino
  - La Déchirure de Roland Joffé
  - Ran d'Akira Kurosawa
  - Recherche Susan désespérément de Susan Seidelman

### César du meilleur film francophone
- Derborence de Francis Reusser
  - La Dame en couleurs de Claude Jutra
  - Dust de Marion Hänsel
  - Je vous salue, Marie de Jean-Luc Godard
  - Visage pâle de Claude Gagnon
  - Vivement ce soir de Patrick Van Antwerpen

### César du meilleur acteur
- Christophe Lambert pour Subway
  - Gérard Depardieu pour Police
  - Robin Renucci pour Escalier C
  - Michel Serrault pour On ne meurt que deux fois
  - Lambert Wilson pour Rendez-vous

### César de la meilleure actrice
- Sandrine Bonnaire pour Sans toit ni loi
  - Isabelle Adjani pour  Subway 
  - Juliette Binoche pour  Rendez-Vous 
  - Nicole Garcia pour Péril en la demeure
  - Charlotte Rampling pour On ne meurt que deux fois

### César du meilleur acteur dans un second rôle
- Michel Boujenah pour Trois hommes et un couffin
  - Xavier Deluc pour On ne meurt que deux fois
  - Michel Galabru pour Subway
  - Jean-Hugues Anglade pour Subway
  - Jean-Pierre Bacri pour Subway

### César de la meilleure actrice dans un second rôle
- Bernadette Lafont pour L'Effrontée
  - Catherine Frot pour Escalier C
  - Anémone pour Péril en la demeure
  - Macha Méril pour Sans toit ni loi
  - Dominique Lavanant pour Trois hommes et un couffin

### César du meilleur espoir masculin
- Wadeck Stanczak pour Rendez-vous
  - Lucas Belvaux pour Poulet au vinaigre
  - Jacques Bonnaffé pour La Tentation d'Isabelle
  - Kader Boukhanef pour Le Thé au harem d'Archimède
  - Jean-Philippe Écoffey pour L'Effrontée

### César du meilleur espoir féminin
- Charlotte Gainsbourg pour L'Effrontée
  - Emmanuelle Béart pour L'Amour en douce
  - Philippine Leroy-Beaulieu pour Trois hommes et un couffin
  - Charlotte Valandrey pour Rouge Baiser
  - Zabou pour Billy Ze Kick

### César du meilleur réalisateur
- Michel Deville pour Péril en la demeure
  - Claude Miller pour L'Effrontée
  - Agnès Varda pour Sans toit ni loi
  - Luc Besson pour Subway
  - Coline Serreau pour Trois hommes et un couffin

### César de la meilleure première œuvre
- Le Thé au harem d'Archimède de Mehdi Charef
  - Harem d'Arthur Joffé
  - La Nuit porte-jarretelles de Virginie Thévenet
  - Strictement personnel de Pierre Jolivet

### César du meilleur scénario original ou adaptation
- Coline Serreau pour Trois hommes et un couffin
  - Olivier Assayas et André Téchiné pour Rendez-vous
  - Michel Audiard et Jacques Deray pour On ne meurt que deux fois
  - Luc Béraud, Claude Miller, Annie Miller et Bernard Stora pour L'Effrontée
  - Michel Deville pour Péril en la demeure

### César de la meilleure musique
- Astor Piazzolla pour Tangos, l'exil de Gardel
  - Claude Bolling pour On ne meurt que deux fois
  - Michel Portal pour Bras de fer
  - Éric Serra pour Subway

### César de la meilleure photographie
- Jean Penzer pour On ne meurt que deux fois
  - Renato Berta pour Rendez-vous
  - Pasqualino De Santis pour Harem
  - Carlo Varini pour Subway

### César des meilleurs costumes
- Olga Berluti et Catherine Gorne-Achdjian pour Harem
  - Jacqueline Bouchard pour L'Effrontée
  - Élisabeth Tavernier pour Bras de fer
  - Christian Gasc pour Rendez-vous

### César du meilleur décor
- Alexandre Trauner pour Subway
  - Jean-Jacques Caziot pour Bras de fer
  - Philippe Combastel pour Péril en la demeure
  - François de Lamothe pour On ne meurt que deux fois

### César du meilleur son
- Luc Perini, Harald Maury, Harrick Maury et Gérard Lamps pour Subway
  - Pierre Gamet, Dominique Hennequin pour Harem
  - Paul Lainé, Gérard Lamps pour L'Effrontée
  - Dominique Hennequin, Jean-Louis Ughetto pour Rendez-vous

### César du meilleur montage
- Raymonde Guyot pour Péril en la demeure
  - Yann Dedet pour Police
  - Henri Lanoë pour On ne meurt que deux fois
  - Sophie Schmit pour Subway

### César du meilleur court-métrage d'animation
- L'Enfant de la haute mer de Patrick Deniau
  - La campagne est si belle de Michel Gauthier
  - Contes crépusculaires d'Yves Charnay

### César du meilleur court-métrage de fiction
- Grosse de Brigitte Roüan
  - La Consultation de Radovan Tadic
  - Dialogue de sourds de Bernard Nauer
  - Juste avant le mariage de Jacques Deschamps
  - Le Livre de Marie d'Anne-Marie Mieville

### César du meilleur court-métrage documentaire
- New York N.Y. de Raymond Depardon
  - La Boucane de Jean Gaumy
  - C'était la dernière année de ma vie de Claude Weisz
  - Un petit prince de Radovan Tadic

### César de la meilleure affiche
- Michel Landi pour Harem
  - Zoran Jovanovic pour La Forêt d'émeraude
  - Benjamin Baltimore pour Péril en la demeure
  - Benjamin Baltimore pour Ran
  - Bernard Bernhardt pour Subway

### César du meilleur film publicitaire
- Le Clemenceau (Citroën visa GTI) réalisé par Jean Becker
  - Cacharel réalisé par Sarah Moon
  - Eram réalisé par Etienne Chatiliez
  - Free time réalisé par Etienne Chatiliez
  - Lee Cooper réalisé par Jean-Paul Goude

### César d'honneur
- Bette Davis, Jean Delannoy, René Ferracci, Maurice Jarre, Claude Lanzmann

### Hommage
- Cinémathèque française pour son 50e anniversaire, représentée par Costa-Gavras